# David Ayala
David Ayala (Berazategui, Argentina; 26 de julio de 2002) es un futbolista argentino. Juega de centrocampista y su equipo actual es el Portland Timbers de la MLS.

## Trayectoria
Ayala comenzó su carrera deportiva en el Estudiantes de La Plata, con el que debutó en la Primera División de Argentina el 10 de diciembre de 2019, en un partido frente a Argentinos Juniors.
El 1 de febrero de 2022, Ayala fichó por el Portland Timbers de la MLS. En febrero de 2023 fue sometido a una artroscopía que lo mantuvo afuera de las canchas por al menos dos meses.
En mayo de 2023 sufrió una nueva lesión, la ruptura del ligamento cruzado anterior de su rodilla izquierda, por lo que estará fuera de las canchas por toda la temporada.

## Selección nacional
Ayala fue internacional juvenil por selección sub-15 de Argentina, con la que disputó el Campeonato Sudamericano de Fútbol Sub-15 de 2017, donde la selección argentina se alzó con el título. Ayala jugó 6 partidos durante el torneo.
También ha sido internacional sub-16 y sub-17 con Argentina, levantando con la sub-17 el Campeonato Sudamericano de Fútbol Sub-17 de 2019, después de que su selección venciese en la similar de Chile.

## Estadísticas
Actualizado al último partido disputado el 22 de junio de 2024.  (según transfermarkt.es)
| Estudiantes de La Plata Argentina                                        | 1.ª                 | 2019-20             | 1  | 0 | 10 | 0 | – | – | – | – | 11 | 0 |
| Estudiantes de La Plata Argentina                                        | 1.ª                 | 2021                | 11 | 0 | 11 | 0 | – | – | – | – | 22 | 0 |
| Estudiantes de La Plata Argentina                                        | Total club          | Total club          | 12 | 0 | 21 | 0 | 0 | 0 | 0 | 0 | 33 | 0 |
| Portland Timbers Estados Unidos                                          | 1.ª                 | 2022                | 21 | 0 | 1  | 0 | – | – | – | – | 22 | 0 |
| Portland Timbers Estados Unidos                                          | 1.ª                 | 2023                | 4  | 0 | 0  | 0 | – | – | – | – | 4  | 0 |
| Portland Timbers Estados Unidos                                          | 1.ª                 | 2024                | 18 | 0 | 0  | 0 | – | – | – | – | 18 | 0 |
| Portland Timbers Estados Unidos                                          | Total club          | Total club          | 43 | 0 | 1  | 0 | 0 | 0 | 0 | 0 | 44 | 0 |
| Portland Timbers 2 Estados Unidos                                        | 3.ª                 | 2022                | 2  | 0 | –  | – | – | – | – | – | 2  | 0 |
| Portland Timbers 2 Estados Unidos                                        | 3.ª                 | 2023                | 1  | 0 | 0  | 0 | – | – | – | – | 1  | 0 |
| Portland Timbers 2 Estados Unidos                                        | Total club          | Total club          | 3  | 0 | 0  | 0 | 0 | 0 | 0 | 0 | 3  | 0 |
| Total en su carrera                                                      | Total en su carrera | Total en su carrera | 58 | 0 | 22 | 0 | 0 | 0 | 0 | 0 | 80 | 0 |
| (1) Incluye datos de la Copa de la Liga de Argentina y la U.S. Open Cup. |                     |                     |    |   |    |   |   |   |   |   |    |   |

## Palmarés

### Títulos internacionales
| Título              | Club (*)                      | Sede      | Año  |
| ------------------- | ----------------------------- | --------- | ---- |
| Sudamericano sub-15 | Selección sub-15 de Argentina | Argentina | 2017 |
| Sudamericano sub-17 | Selección sub-17 de Argentina | Perú      | 2019 |

(*) Incluyendo la selección.

### Distinciones individuales
| Distinción  | Año  |
| ----------- | ---- |
| León De Oro | 2017 |